# Argés
Argés è un comune spagnolo di 7065 abitanti situato nella comunità autonoma di Castiglia-La Mancia.

## Toponimo e localizzazione
Argés (in arabo storico: "Arges") è un comune della provincia di Toledo, nella comunità autonoma di Castilla–La Mancha, situato nella subcomarca dei Montes de Toledo.  Dista circa 9 km da Toledo e circa 97 km da Madrid, e confina con i comuni di Cobisa, Layos, Casasbuenas e Guadamur.

## Geografia
Il territorio comunale comprende anche una zona separata nota come «Palomilla», posta tra i territori di Toledo, Daramezas, Polán, Albarreal de Tajo e Guadamur.  Nelle vicinanze si trova il bacino artificiale sull’Arroyo Guajaraz, parte dell’antico acquedotto romano che riforniva Toledo.

## Storia
In epoca medievale, nel 1274, Argés è citato come un piccolo caserío legato alla città di Toledo, dove gli abitanti possedevano abitazioni utilizzate durante le attività agricole stagionali.  Durante il periodo romano, il territorio era attraversato dall’antica via Mariana ed era servito dall’acquedotto proveniente dal bacino sul Guajaraz.

## Demografia
Secondo i dati aggiornati al 1º gennaio 2024, la popolazione di Argés è di 7.065 abitanti, con una distribuzione simile tra uomini (3.522) e donne (3.543).
Dalla fine del XX secolo, Argés ha conosciuto una forte crescita demografica, passando da circa 1.166 abitanti nel 1981 a oltre 6.600 nel 2021, diventando un centro residenziale e di pendolarismo verso Toledo.

## Comuni dell’area ed economia locale
Argés è il secondo comune più popoloso della comarca dei Montes de Toledo, con circa 7.065 abitanti nel 2024, superato solo da Sonseca (circa 11.000 abitanti).  L’economia locale si basa su attività agricole, artigianali e sui servizi residenziali.

## Patrimonio
Tra i principali monumenti di Argés si segnalano:
- la chiesa parrocchiale di San Eugenio Martire, in stile neoclassico;[10]
- la Casa de Medrano, dimora signorile barocca del XVIII secolo;[11]
- la Torre Cervatos, situata sulla riva sinistra del Guajaraz.[12]

## Feste e cultura
Le feste principali del comune sono:
- il 15 novembre, in onore di San Eugenio Martire;[13]
- il primo weekend di agosto, con le celebrazioni del Rosario e della Vergine della Solitudine;
- il Corpus Christi, introdotto dalla comunità a partire dal 2008;
- eventi culturali nel mese di luglio, nel contesto dell'estate culturale.[14]